# Gehyra
Genre
Gehyra est un genre de geckos de la famille des Gekkonidae.

## Répartition
Les espèces de ce genre se rencontrent en Océanie et en Asie du Sud-Est. Gehyra mutilata est pan-tropicale par introduction.

## Description
Ce sont des geckos arboricoles.

## Liste des espèces
Selon The Reptile Database (23 juin 2020) :
- Gehyra angusticaudata (Taylor, 1963)
- Gehyra arnhemica Oliver, Prasetya, Tedeschi, Fenker, Ellis, Doughty & Moritz, 2020
- Gehyra australis (Gray, 1845)
- Gehyra baliola (Duméril, 1851)
- Gehyra barea Kopstein, 1926
- Gehyra borroloola King, 1984
- Gehyra brevipalmata (Peters, 1874)
- Gehyra butleri Boulenger, 1900
- Gehyra calcitectus Oliver, Prasetya, Tedeschi, Fenker, Ellis, Doughty & Moritz, 2020
- Gehyra capensis Kealley, Doughty, Pepper, Keogh, Hillyer & Huey, 2018
- Gehyra catenata Low, 1979
- Gehyra chimaera Oliver, Prasetya, Tedeschi, Fenker, Ellis, Doughty & Moritz, 2020
- Gehyra crypta Kealley, Doughty, Pepper, Keogh, Hillyer & Huey, 2018
- Gehyra dubia (Macleay, 1877)
- Gehyra einasleighensis Bourke, Pratt, Vanderduys & Moritz, 2017
- Gehyra electrum Zozaya, Fenker & MacDonald, 2019
- Gehyra fehlmanni (Taylor, 1962)
- Gehyra fenestra Mitchell, 1965
- Gehyra fenestrula Doughty, Bauer, Pepper & Keogh, 2018
- Gehyra finipunctata Doughty, Bauer, Pepper, Keogh & Ellis, 2018
- Gehyra gemina Oliver, Prasetya, Tedeschi, Fenker, Ellis, Doughty & Moritz, 2020
- Gehyra georgpotthasti Flecks, Schmitz, Böhme, Henkel & Ineich, 2012
- Gehyra girloorloo Oliver, Bourke, Pratt, Doughty & Moritz, 2016
- Gehyra granulum Doughty, Palmer, Bourke, Tedeschi, Oliver & Moritz, 2018
- Gehyra incognita Kealley, Doughty, Pepper, Keogh, Hillyer & Huey, 2018
- Gehyra insulensis (Girard, 1858)
- Gehyra interstitialis Oudemans, 1894
- Gehyra ipsa Horner, 2005
- Gehyra kimberleyi Börner & Schüttler, 1983
- Gehyra koira Horner, 2005
- Gehyra lacerata (Taylor, 1962)
- Gehyra lapistola Oliver, Prasetya, Tedeschi, Fenker, Ellis, Doughty & Moritz, 2020
- Gehyra lauta Oliver, Prasetya, Tedeschi, Fenker, Ellis, Doughty & Moritz, 2020
- Gehyra lazelli (Wells & Wellington, 1985)
- Gehyra leopoldi Brongersma, 1930
- Gehyra macra Doughty, Bauer, Pepper & Keogh, 2018
- Gehyra marginata Boulenger, 1887
- Gehyra media Doughty, Bauer, Pepper & Keogh, 2018
- Gehyra membranacruralis King & Horner, 1989
- Gehyra micra Doughty, Bauer, Pepper & Keogh, 2018
- Gehyra minuta King, 1982
- Gehyra montium Storr, 1982
- Gehyra moritzi Hutchinson, Sistrom, Donnellan & Hutchinson, 2014
- Gehyra multiporosa Doughty, Palmer, Sistrom, Bauer & Donnellan, 2012
- Gehyra mutilata (Wiegmann, 1834)
- Gehyra nana Storr, 1978
- Gehyra occidentalis King, 1984
- Gehyra oceanica (Lesson, 1830)
- Gehyra ocellata Kealley, Doughty, Pepper, Keogh, Hillyer & Huey, 2018
- Gehyra pamela King, 1982
- Gehyra papuana Meyer, 1874
- Gehyra paranana Bourke, Doughty, Tedeschi, Oliver & Moritz, 2018
- Gehyra peninsularis Doughty, Bauer, Pepper & Keogh, 2018
- Gehyra pilbara Mitchell, 1965
- Gehyra pluraporosa Bourke, Doughty, Tedeschi, Oliver, Myers & Moritz, 2018
- Gehyra polka Doughty, Bauer, Pepper & Keogh, 2018
- Gehyra pseudopunctata Doughty, Bourke, Tedeschi, Oliver & Moritz, 2018
- Gehyra pulingka Hutchinson, Sistrom, Donnellan & Hutchinson, 2014
- Gehyra punctata (Fry, 1914)
- Gehyra purpurascens Storr, 1982
- Gehyra robusta King, 1984
- Gehyra rohan Oliver, Clegg, Fischer, Richards, Taylor & Jocque, 2016
- Gehyra serraticauda Skipwith & Oliver, 2014
- Gehyra spheniscus Doughty, Palmer, Sistrom, Bauer & Donnellan, 2012
- Gehyra unguiculata Kealley, Doughty, Pepper, Keogh, Hillyer & Huey, 2018
- Gehyra variegata (Duméril & Bibron, 1836)
- Gehyra versicolor Hutchinson, Sistrom, Donnellan & Hutchinson, 2014
- Gehyra vorax Girard, 1858
- Gehyra xenopus Storr, 1978

## Publication originale
- Gray, 1834 : Characters of two new genera of reptiles (Geoemyda and Gehyra). Proceedings of the Zoological Society of London, vol. 1834, p. 99-100 (texte intégral).